# Earl Bakken
Earl Elmer Bakken (10 janvier 1924 - 21 octobre 2018) est un ingénieur, inventeur, homme d'affaires et philanthrope américain d'origine néerlandaise et norvégienne américaine. Il a fondé Medtronic, où il développe le premier stimulateur cardiaque artificiel externe, transistorisé et portable, fonctionnant sur batterie, en 1957.

## Jeunesse et éducation
Bakken est né le 10 janvier 1924 à Columbia Heights, dans le Minnesota et est d'origine norvégienne. Bakken est depuis longtemps fasciné par l’électricité et l’électronique. Se décrivant lui-même comme un « nerd », Bakken conçoit une arme à électrochocs rudimentaire à l'école pour repousser les brutes. Il obtient un baccalauréat en sciences en génie électrique en 1948 de l'Université du Minnesota. Il poursuit ses études en génie électrique et obtient une maîtrise avec une mineure en mathématiques, également de l'Université du Minnesota.
Enfant, Bakken est inspiré par la combinaison de l'électricité et de la médecine dans le roman Frankenstein de Mary Shelley, et la version cinématographique de 1931 avec Boris Karloff est une inspiration directe pour son travail futur, notamment ses améliorations au stimulateur cardiaque (le premier à être alimenté par batterie et portable) et la fondation de Medtronic. Bakken fonde ensuite un musée sur les sciences médicales et l'électricité à Minneapolis, le Bakken, qui présente une vaste exposition sur Frankenstein.

## Carrière
Les hôpitaux de l’après-Seconde Guerre mondiale commencent tout juste à utiliser des équipements électroniques, mais ne disposent pas du personnel nécessaire pour les entretenir et les réparer. Sentant une opportunité, avec son beau-frère, Palmer Hermundslie, il crée Medtronic (un mot-valise de « médical » et « électronique ») dans un petit garage, travaillant principalement avec l'hôpital de l'Université du Minnesota.
Dans les années 1950, C. Walton Lillehei pratique des interventions chirurgicales vitales sur des enfants atteints du syndrome du bébé bleu. Cette opération nécessite souvent que les enfants soient temporairement reliés à un stimulateur cardiaque. À l'époque, les stimulateurs cardiaques sont de gros appareils qui nécessitent leurs propres chariots et dépendent du courant mural pour leur alimentation. À la suite d'une panne de courant le 31 octobre 1957, l'un des jeunes patients du Dr Lillehei meurt. Celui-ci, qui a déjà travaillé avec Bakken, lui demande le lendemain s'il peut résoudre le problème. Quatre semaines après avoir trouvé un schéma de circuit pour un métronome dans Popular Electronics, Bakken livre au Dr Lillehei un stimulateur cardiaque transistorisé alimenté par batterie de la taille de quelques jeux de cartes. Après avoir testé avec succès l'appareil fabriqué à la main en laboratoire, Bakken revient chez lui pour créer un modèle pour les patients. Cependant, à sa grande surprise, lorsqu’il revient le lendemain, il trouve le stimulateur cardiaque déjà utilisé sur un patient. (La Food and Drug Administration n'a commencé à réglementer les dispositifs médicaux qu'en 1976).
Au cours des années suivantes, Bakken et Medtronic travaillent avec d’autres médecins pour développer des stimulateurs cardiaques entièrement implantables, mais ils font faillite. Il emprunte de l'argent qui permet à Medtronic de continuer à fonctionner, mais la quasi-faillite pousse Bakken à développer la mission Medtronic, qui guide toujours l'entreprise. Cette mission aide la jeune entreprise à rester concentrée sur les domaines dans lesquels elle peut réellement aider les patients.
Bakken prend sa retraite de Medtronic en 1989 et déménage dans un domaine de 9 acres dans le district de Kona à Hawaï qu'il a appelé Bakken Hale mais il revient dans l'entreprise plusieurs fois par an pour rencontrer de nouveaux employés et leur expliquer la mission de Medtronic en personne.
En 1996, il contribue à l'inauguration de l'hôpital communautaire de North Hawaii et y est actif pendant un certain temps par la suite, travaillant à combiner les approches orientales et occidentales de la médecine pour développer une approche plus holistique des soins de santé.
En 2001, Medtronic commence la construction de son nouveau centre de distribution européen à Heerlen, aux Pays-Bas. La rue sur laquelle l'installation est construite porte le nom de Bakken.
Bakken est décédé à son domicile d'Hawaï le 21 octobre 2018, à l'âge de 94 ans.